# Йеменско-сомалийские отношения
Йеменско-сомалийские отношения — двусторонние дипломатические отношения между Йеменом и Сомали.

## История
Отношения между современными территориями Сомали и Йемена берут свои истоки с древних времен. Многие сомалийские кланы прибыли в Сомали с территории современного Йемена. В Перипле Эритрейского моря сообщается о ранних коммерческих контактах торговцев, населяющих северное побережье Сомали, с Химьяром и Сабеи. Многочисленные артефакты, подтверждающие эти торговые контакты, были обнаружены в Сомали в руинах древнего города Дамо в северо-восточном регионе Пунтленд. В средние века сомалийские султаны часто собирали армию из солдат йеменского региона Хадрамаут.
На протяжении веков в Сомали прибывали переселенцы из Йемена, большинство из них поселилось в прибрежном регионе Банадир. Во время британского колониального правления йеменцы из региона Хадрамаут массово эмигрировали в Сомали и расселялись равномерно во многих городах этой страны. В начале 1990-х годов в Сомали началась гражданская война и правительство Йемена предоставило убежище для беженцев из этой страны.
В течение последующего периода власти Йемена установили контакты с Переходным национальным правительством Сомали, а затем с его правопреемником Федеральным правительством. 20 августа 2012 года Федеральное правительство Сомали было провозглашено единым легитимным представителем власти, а в следующем месяце Хасан Шейх Махмуд был избран президентом страны. Йемен полностью поддерживает усилия правительства Сомали по сохранению территориальной целостности и суверенитета страны. В сентябре 2012 года в ходе 67-й сессии Генеральной Ассамблеи ООН министр иностранных дел Йемена Абу Бакр аль-Кирби от имени президента Йемена Абд-Раббу Мансура Хади приветствовал завершение формирования правительства Сомали. В 2014 году в Йемене разгорелся внутренний вооружённые конфликт и министр иностранных дел Сомали Абдусалам Омер заявил, что его страна полностью поддерживает действующего президента Йемена Абд-Раббу Мансура Хади.

## Торговые отношения
В мае 2014 года государственный министр иностранных дел и международного сотрудничества Сомали Бурьи Мохамед Хамза встретился в Сомали с послом Йемена для обсуждения двустороннего сотрудничества. Встреча проходила в Министерстве иностранных дел в Могадишо и затронула ряд вопросов. Так, авиакомпания Felix Airways начала осуществлять прямые авиаперелеты между Саной и Могадишо впервые с 1991 года. В июне 2014 года министр рыболовства Пунтленда объявил, что правительства Сомали и Йемена планируют подписать меморандум о взаимопонимании для регулирования рыболовства в территориальных водах Сомали. Также планируется провести переговоры о двустороннем сотрудничестве между странами с целью сохранения и эффективного использования морских ресурсов.

## Отношения Йемена и Сомалиленда

Сомалиленд на карте.

Правительство Йемена не признает независимость Сомалиленда от Сомали. Йеменские власти последовательно выступают за объединение Сомали под единым руководством правительства в Могадишо. В 2014 году Йемен столкнулся с гражданской войной и несколько тысяч граждан страны эмигрировали в Харгейсу. Из-за отсутствия официальных дипломатических отношений между странами, в Сомалиленде нет дипломатического представительства Йемена и эмигрантами был основан Йеменский общественный центр, который стал оказывать помощь прибывающим беженцам. Правительство Сомалиленда делало заявление, что считает моральным обязательством открыть свои границы для людей спасающихся от гражданской войны в Йемене. В 2015 году около 10000 граждан Йемена спасаясь от бушующей гражданской войны прибыли в Сомалиленд в качестве беженцев.